# كورنيليا ياكوبس
كورنيليا ياكوبس ( مواليد 9 مارس 1992) هي مغنية سويدية مثلت السويد في مسابقة الأغنية الأوروبية لعام 2022.

## روابط خارجية
- كورنيليا ياكوبس على موقع IMDb (الإنجليزية)
- كورنيليا ياكوبس على موقع ميوزك برينز (الإنجليزية)
- كورنيليا ياكوبس على موقع أول ميوزيك (الإنجليزية)
- كورنيليا ياكوبس على موقع ديسكوغز (الإنجليزية)